# Fiskiglar
Fiskiglar (Piscicolidae) är en familj iglar.

## Arter i Sverige
Det finns 12 arter av familjen i Sverige (2003), bland andra:
- Fiskigel Piscicola geometra (Linné, 1761)
- Piscicola milneri (Verrill, 1871)
- Piscicola punctata (Verrill, 1871)
- Piscicola salmositica Meyer, 1946
- Piscicola zebra
- Rockigel Pontobdella muricata

Referenser:
- ITIS